# جون بارتلي
جون بارتلي (بالإنجليزية: John Bartley)‏ هو لاعب كرة قدم بريطاني، ولد في 15 سبتمبر 1958 في Camberwell ‏ في المملكة المتحدة. لعب مع نادي تشيلمسفورد ونادي ميلوول.